# Baworów (Ukraina)
Baworów (ukr. Баворів) – wieś w rejonie tarnopolskim obwodu tarnopolskiego, założona w 1522 r. W II Rzeczypospolitej miejscowość była siedzibą gminy wiejskiej Baworów w powiecie tarnopolskim województwa tarnopolskiego.
Już w 1522 roku, podczas założenia wsi,  powstała w Baworowie parafia rzymsko-katolicka, dla której kościół ufundował właściciel wsi Wacław Bijanowski. W 1931 r. wieś liczyła 299 zagród oraz 1326 mieszkańców, z których prawie połowa to Polacy, reszta Ukraińcy i Żydzi. W latach 1940–1941 na podstawie ukraińskich donosów Sowieci zesłali na Syberię 10 Polaków, w tym posła Sejmu RP III kadencji i b. wójta Baworowa Antoniego Janowskiego (1882-1941), którego następnie zamordowali w więzieniu w Magnitogorsku. W latach 1941–1945 nacjonaliści ukraińscy z UPA zamordowali 30 Polaków, w tym ks. proboszcza Karola Procyka.

## Zabytki
- zamek[4] - znajdował się na wzgórzu, nad rzeką Gniezną[4].
- kościół parafialny pw. św. Wacława - murowany, z wieżą na frontonie, wzniesiony w latach 1745 - 1747 dzięki ofiarności rodziny Bakowskich, właścicieli wsi. W 1827 r. konsekrowany, w 1901 r. rozbudowany przez ks. Jana Szubera, w 1902 r. ponownie konsekrowany. W okresie międzywojennym parafia liczyła 3700 wiernych, mieszkających z Baworowie i 10 okolicznych wsiach. Po II wojnie światowej kościół zamieniony przez władze radzieckie na magazyn, na początku XXI w. oddany katolikom. W 2014 r. rekonsekrowany przez arcybiskupa lwowskiego Mieczysława Mokrzyckiego. Obsługują go księża diecezjalni z Trembowli[5].

## Związani z Baworowem
- Marian Łomnicki - urodził się w Baworowie w 1845 r., polski geolog i zoolog, profesor, Doktor Honoris Causa Uniwersytetu Lwowskiego, kustosz Muzeum im. Dzieduszyckich we Lwowie.
- Andrzej Michał Horodyski herbu Korczak, inna forma imienia: Michał Andrzej Horodyski[6] (ur. koniec listopada 1773 zm. pomiędzy 1847 a 1857) – polski dramatopisarz, polityk, tłumacz, wolnomularz[7].
- Ludwik Rutyna, posługiwał jako kapłan w Baworowie do dnia 2 listopada 1943, kiedy uszedł z pogromu, urządzonego na plebanii przez oddział UPA.